# 나를 사랑한 스파이 (드라마)
《나를 사랑한 스파이》는 2020년 10월 21일부터 2020년 12월 17일까지 UHD로 방송된 MBC 수목 드라마이다.

## 기획 의도
비밀 많은 두 남편과 첩보전에 휘말린 한 여자의 스릴만점 시크릿 로맨틱 코미디

## 제작진

### 제작사
- 글앤그림미디어 : (tvN 토일드라마 《로맨스는 별책부록》, JTBC 금토드라마 《미스티》, 카카오TV 오리지널 드라마 《도시남녀의 사랑법》 등 제작)

### 제작
- 황지우 : (tvN 토일드라마 《로맨스는 별책부록》, JTBC 금토드라마 《미스티》, 카카오TV 오리지널 드라마 《도시남녀의 사랑법》 등 제작)

### 연출
- 이재진 : ( 영화 《트라이앵글》(연출부), MBC 토요드라마 《심야병원》(공동연출), MBC 일일연속극 《오자룡이 간다》(공동연출), MBC 드라마 페스티벌 《잠자는 숲속의 마녀》(연출), MBC 주말특별기획드라마 《황금무지개》(공동연출), MBC 일일연속극 《소원을 말해봐》(공동연출), MBC 주말특별기획드라마 《내 딸, 금사월》(공동연출), MBC 월화드라마 《캐리어를 끄는 여자》(공동연출), MBC 일일연속극 《별별며느리》(공동연출), MBC 수목드라마 《더 뱅커》(연출) 등 연출.)

- 강인 : ( MBC 드라마 페스티벌 《빙(氷)구》(연출), MBC 월화드라마 《위대한 유혹자》(공동연출) 등 연출.)

### 극본
- 이지민 : (영화 《수색역》(기획), 영화 《로봇, 소리》(각색), 영화 《밀정》(각본), 영화 《마약왕》(각본), 영화 《인랑》(각색), 영화 《천문: 하늘에 묻는다》(각본) 영화 《해치지않아》(각색지원), 영화 《남산의 부장들》(각본) 등 집필)

## 등장인물

### 주요 인물
- 유인나 : 강아름 (30대, 여) 역 - 두 명의 스파이와 결혼한 여자, 아름다운 드레스 수석 디자이너. 이름처럼 강하고 아름다운, 항상 밝은 에너지와 미소를 지닌 열혈 투지녀.

- 문정혁 : 전지훈 (30대, 남) 역 - 아름의 전 남편, 여행 작가로 위장한 인터폴 비밀 요원으로 위장한 생계형 첩보원.

- 임주환 : 데릭 현 (30대, 남) 역 - 아름의 현 남편, 외교 공무원으로 위장한 산업스파이. 헬메스(산업스파이 에이전시) 아시아 지부 대표.

### 지훈의 사람들
- 김태우 : 반진민 (50대, 남) 역 - 인터폴 산업기밀국 아시아 총괄 국장, 경찰청 외사국의 베테랑.
- 정석용 : 강태룡 (40대, 남) 역 - 출판사 대표로 위장한 인터폴 산업기밀국 제2아시아지부 팀장. 지훈의 멘토이자 아버지 같은 존재.
- 차주영 : 황서라 (30대, 여) 역 - 디자이너로 위장한 인터폴 산업기밀국 제2 아시아 지부 비밀 요원. IQ157의 천재.
- 배인혁 : 김영구 (20대, 남) 역 - 출판사 영업 부장으로 위장한 인터폴 산업기밀국 제2 아시아 지부 비밀 요원, 산업기밀국 제2 아시아 지부의 막내, 걸리버출판사의 영업 부장. 이름은 바보. 얼굴은 천재. 심지어 머리도 천재.

### 아름의 사람들
- 박소진 : 배두래 (30대, 여) 역 - 아름의 사업 파트너이자 절친, 아름다운 드레스 공동대표. 정작 본인은 비혼주의자.
- 김청 : 한복심 (60대, 여) 역 - 아름의 어머니, 동백 주단 안주인.
- 윤소희 : 소피 (30대, 여) 역 - 천재 과학자, 에코썬 프로젝트 한국 책임자. 아름의 동창이자 20년 지기 친구.
- 이하은 : 윤여정 역

### 데릭의 사람들
- 전승빈 : 피터 (30대, 남) 역 - 헬메스 아시아 지부 산업스파이.
- 이종원 : 팅커 (20대, 남) 역 - 헬메스 막내, M클래식카 대표. 클래식 카 복원 전문가인 잘생긴 오타쿠.
- 김혜옥 : 헤라 신 (60대, 여) 역 - 데릭현의 어머니, 아름의 시어머니.

### 펠릭스
- 지현준 : 장두봉 (30대, 남) 역 - 펠릭스 요원, 펠릭스에서 큰 사고를 치고 쫓겨난 후 다른 산업스파이 회사에 취직할까 새로 창업 할까 고민 중이다. 줏대 없고 능글맞은 스타일로, 자신에게 접근한 서라를 보고 한눈에 반한다.

### DDK 그룹
- 장재호 : 김동택 (30대, 남) 역 - DDK 그룹의 장남, DDK 메디컬 대표. 제약 바이오 분야를 그룹의 미래로 키우겠다며 몇 년 째 돈을 날려 먹고 있다. 자신보다 똑똑하고 독하기로 소문난 여동생 동란이 정략결혼으로 엄청나게 강해지려 하자 최후의 발악으로 헬메스를 이용한다.
- 이주우 : 김동란 (20대, 여) 역 - DDK그룹의 차녀, DDK 보라푸드 대표. 이번 생은 재벌 2세로 태어났기에 자신의 파워와 능력을 마음껏 펼치겠으니 재수 없으면 꺼지라고 자신 있게 말하는 능력 있는 여자. 무능한 오빠 동택을 몰아내기 위해 공포 정치를 서슴지 않는다.

### 그 외 인물
- 기은세 : 강유라 역
- 이안 : 첸 리 역
- 주예은 : 지니부인 역
- 오경주 : 박성환 역
- 문지후

### 특별출연
- 안희연 : 대동강 물 수제비 역 - 북한의 천재 해커

## 시청률

### 2020년
최저 시청률과 최고 시청률은 시청률 조사회사와 지역별로 시청률에 차이가 있을 수 있습니다.
| 2020년      | 2020년      | 2020년         | 2020년 |
| 회차        | 방송일      | AGB 시청률     |        |
| 회차        | 방송일      | 대한민국(전국) |        |
| ----------- | ----------- | -------------- | ------ |
| 제1회       | 10월 21일   | 3.7%           |        |
| 제1회       | 10월 21일   | 4.3%           |        |
| 제2회       | 10월 22일   | 3.0%           |        |
| 제2회       | 10월 22일   | 3.2%           |        |
| 제3회       | 10월 28일   | 1.8%           |        |
| 제3회       | 10월 28일   | 2.4%           |        |
| 제4회       | 10월 29일   | 2.8%           |        |
| 제4회       | 10월 29일   | 2.6%           |        |
| 제5회       | 11월 5일    | 2.8%           |        |
| 제5회       | 11월 5일    | 3.2%           |        |
| 제6회       | 11월 11일   | 2.2%           |        |
| 제6회       | 11월 11일   | 2.4%           |        |
| 제7회       | 11월 12일   | 2.7%           |        |
| 제7회       | 11월 12일   | 3.1%           |        |
| 제8회       | 11월 19일   | 3.0%           |        |
| 제8회       | 11월 19일   | 2.8%           |        |
| 제9회       | 11월 25일   | 1.6%           |        |
| 제9회       | 11월 25일   | 1.5%           |        |
| 제10회      | 11월 26일   | 2.1%           |        |
| 제10회      | 11월 26일   | 2.5%           |        |
| 제11회      | 12월 2일    | 2.1%           |        |
| 제11회      | 12월 2일    | 2.2%           |        |
| 제12회      | 12월 3일    | 2.2%           |        |
| 제12회      | 12월 3일    | 2.6%           |        |
| 제13회      | 12월 9일    | 1.8%           |        |
| 제13회      | 12월 9일    | 2.3%           |        |
| 제14회      | 12월 10일   | 2.9%           |        |
| 제14회      | 12월 10일   | 2.8%           |        |
| 제15회      | 12월 16일   | 1.8%           |        |
| 제15회      | 12월 16일   | 2.0%           |        |
| 제16회      | 12월 17일   | 2.5%           |        |
| 제16회      | 12월 17일   | 2.8%           |        |
| 평균 시청률 | 평균 시청률 | 2.6%           |        |

## 결방 사유
- 2020년 11월 4일 : MBC 스포츠 2020년 KBO 리그 준플레이오프 1차전 LG 트윈스 VS 두산 베어스 중계방송으로 인한 결방.
- 2020년 11월 18일 : MBC 스포츠 2020년 한국시리즈 2차전 두산 베어스 VS NC 다이노스 중계방송 편성으로 인한 결방.

## 참고 사항
- 이지민 작가와 김태우는 영화 《천문: 하늘에 묻는다》에 이어서 다시 한번 더 호흡을 맞추게 된 계기가 되었다.

## 수상 목록
- 2020년 MBC 연기대상 수목미니시리즈 부문 남자 우수연기상 (임주환)

## 제작 지원
- 걸작떡볶이치킨

## 같이 보기
- 대한민국의 텔레비전 드라마 목록 (ㄴ)
- 2020년 대한민국의 텔레비전 드라마 목록